# Генрих (князь Брауншвейг-Данненберга)
Генрих III (4 июня 1533, Люхов-Данненберг — 19 января 1598, Данненберг) — герцог Брауншвейг-Люнебурга и правящий князь Люнебурга в 1559—1569 годах совместно с братом Вильгельмом Младшим. С 1569 года до своей смерти правил в Данненберге.

## Жизнь
Второй выживший сын герцога Эрнста I Брауншвейг-Люнебурга. Он принял на себя правление в княжестве Люнебург после безвременной смерти своего старшего брата Франца Отто в 1559 году. Он и его младший брат Вильгельм поссорились друг с другом в 1569 году, когда Генрих женился на принцессе Урсуле, дочери герцога Франца I Саксен-Лауэнбургского, и потребовал раздела Люнебургских земель.
В конце концов он отказался от своих претензий на Люнебургское княжество и получил Данненберг в качестве апанажа, а также ежегодную компенсацию. Он также обеспечил своим потомкам право наследовать поместья Брауншвейг-Вольфенбюттеля после пресечения тамошней династии, поэтому его младший сын Август смог взять власть в Вольфенбюттеле в 1635 году.

## Семья и дети
В 1569 году Генрих женился на Урсуле (1545—1620), дочери герцога Франца I Саксен-Лауэнбургского (1510—1581). Дети, достигшие совершеннолетия:
- Юлий Эрнст (1571—1636)
- Франц (1572—1601)
- Сибилла Елизавета (1576—1630), жена графа Дельменхорста Антона II (1550—1619)
- Сидония (1577—1645)
- Август (1579—1666)